# 現代汽車

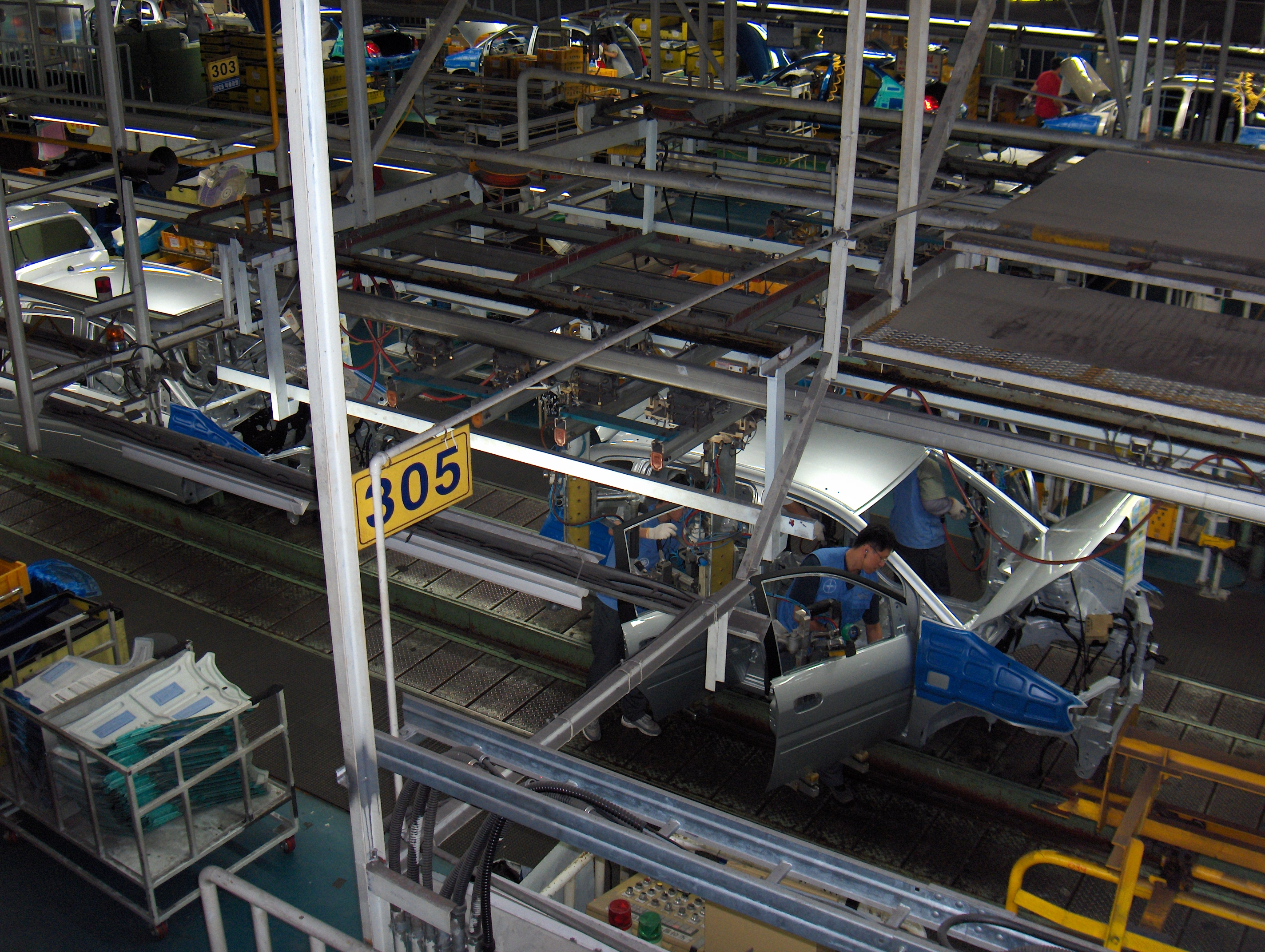
現代位于韩国蔚山的生產線

現代汽車株式会社（：／），通稱現代汽車，並以作為標識，是韩国一家跨国经营的汽车厂商，财富世界500强企业，也是韩国最大的汽车制造商，為现代汽车集团成員之一。现代汽车在韩国东南沿海的蔚山拥有世界上最大的综合性汽车制造厂，並接收許多軍方合約，例如K1主戰坦克就是現代集團（當時汽車、軍事生產業務尚未剝離至現代汽車集團）的軍事代表作。

## 历史

### 创业期（1967-1970年）
1967年12月，现代集团创始人郑周永在蔚山成立现代汽车公司。次年2月，现代汽车与英国福特汽车（美国福特汽车子公司）签署技术协议，以CKD方式组装“Cortina”牌小汽车。当年，现代生产了614辆小轿车。1969年，产量达到了6,242辆，占到当年韩国轿车总产量的32.2%。由于韩国经济在此时还较为落后，轿车市场狭小，各公司竞争非常激烈。1967年，韩国政府制定了提高汽车国产化率的《机械工业振兴法》。但是由于生产规模小，提高零部件国产化率使得汽车公司的生产成本上升，品質下降。竞争力的下降加之1969年的经济衰退，使得韩国汽车工业销售量开始逐年下滑。1970年，现代汽车公司因资金周转困难险遭破产。为了寻求出路，现代汽车与英国福特汽车公司开展了合资的谈判，并签订了合资建立发动机工厂的意向书。不过，由于双方在某些合作条件上存在分歧，合资项目一直未能达成共识。不巧，1973年第一次石油危机爆发，自顾不暇的福特汽车无意再进行投资，双方合作中止。虽然现代与福特汽车公司的合资失败，但现代汽车通过CKD生产，积累了汽车组装等方面的生产技术。

### 消化吸收期（1970-1980年）

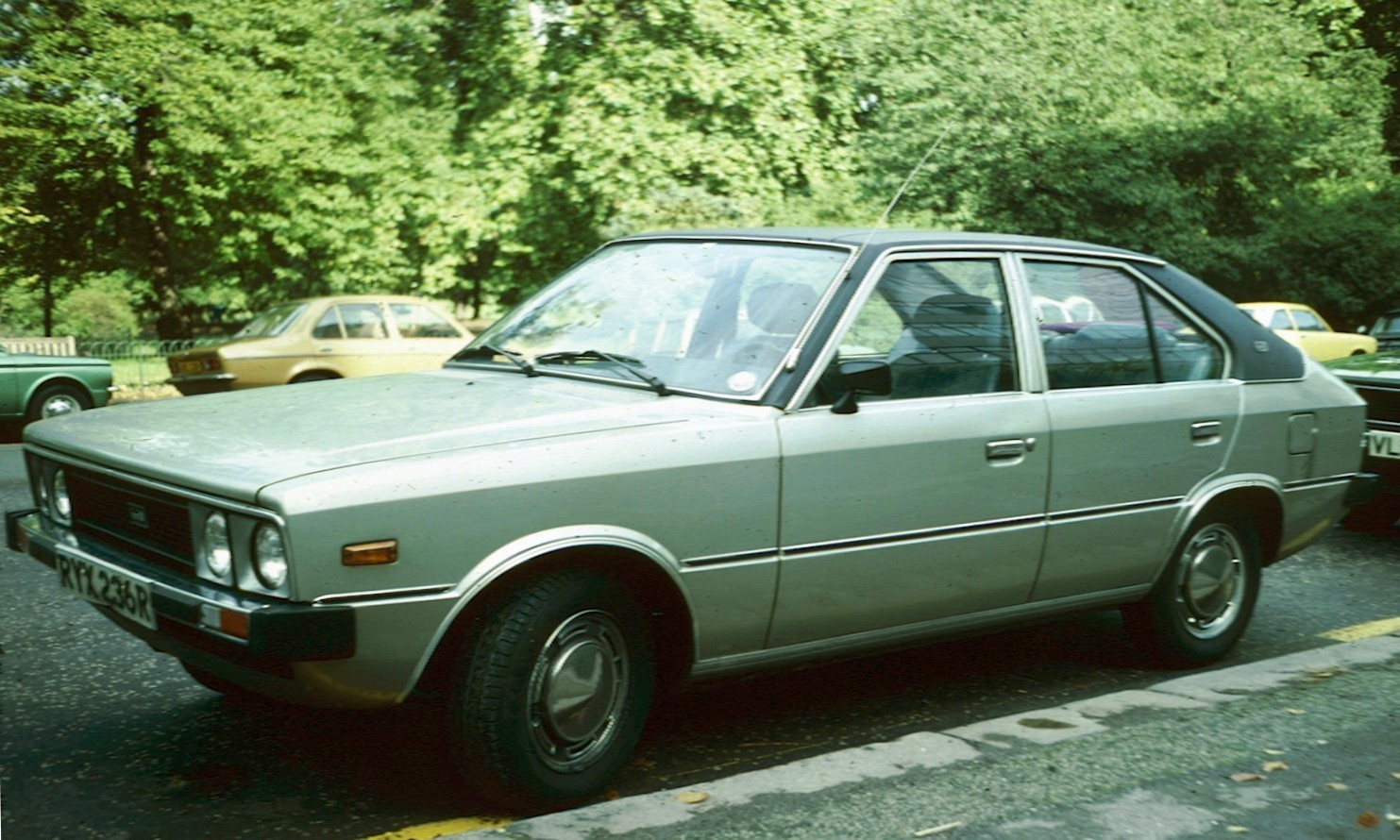
现代汽车自主研发的韩国首辆国产轿车现代Pony第一代

在1970年制定旨在提高汽车零部件国产化率的《汽车工业育成计划》后，韩国在1974年又制定了《汽车工业振兴长期规划》，将汽车工业列为政府予以扶持的国家战略产业和出口产业。在政府政策的鼓舞下，现代汽车决定通过引进技术来自主发展国产化轿车，并得到了现代集团母公司的财力与金属加工技术支持。
现代汽车通过博采众长分散引进国外技术的方式，将各国先进的轿车生产技术融合到自己的国产车中去。1974年，现代自主研发的第一个车型“现代Pony”在第55届都灵车展亮相，使韩国成为世界第16 个能独立生产轿车的国家。“Pony”由意大利设计师设计，采用日本三菱的发动机，韩国制造，国产化率达到90%:171:141。1975年12月，投资1亿美元年产5.6万辆的“Pony”国产生产新厂在蔚山建成:171。1976年，Pony轿车开始批量生产并出口南美，开创了韩国汽车海外出口的先河:171:141。当年，现代汽车向13个国家出口了1042辆汽车。

### 扩张期（1980-1998年）

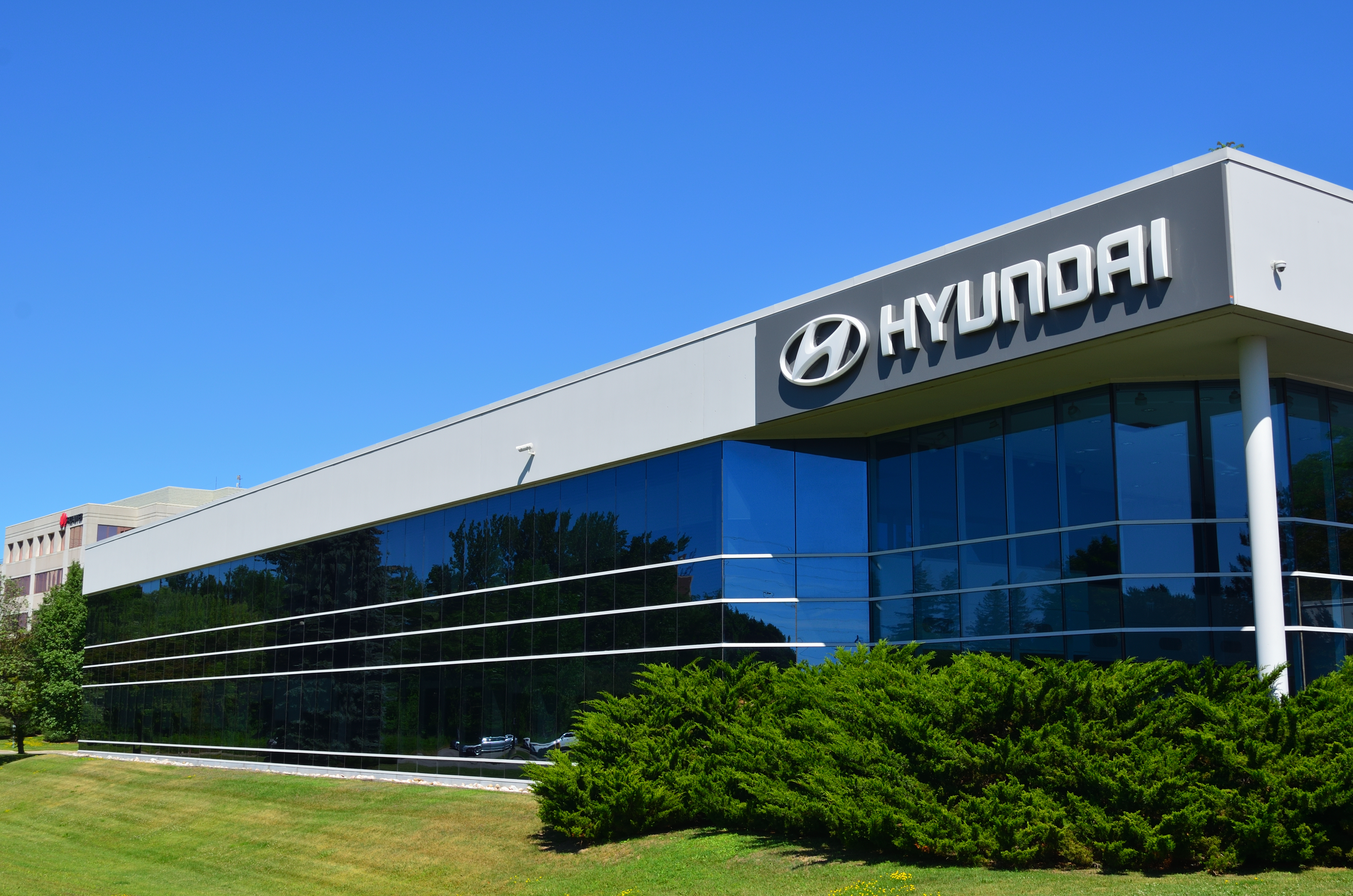
位於加拿大的現代汽車辦公室

20世纪80年代，现代已经开始垄断韩国汽车市场。1983年，现代Pony出口加拿大取得巨大成功。1985年就卖出7.9万辆。1986年，Pony进入美国市场，当年销售即达到16万辆:176。1988年，现代汽车创下了出口48万辆的记录:153。1989年7月，现代在加拿大Bromont 市建立了轿车装配厂。1991年，现代汽车首次推出自主研发的Alpha型发动机，两年后又推出Beta型发动机:177。1991年11月，现代汽车开发出首辆电动汽车。1990年，现代汽车在美国加州喷泉谷建立了现代加利福尼亚设计中心，并在1992年推出了现代首款概念车HCD-1（HCD是Hyndai California Design的缩写）:177。1995年，现代在土耳其建立了合资汽车组装厂。

### 亚洲金融危机后

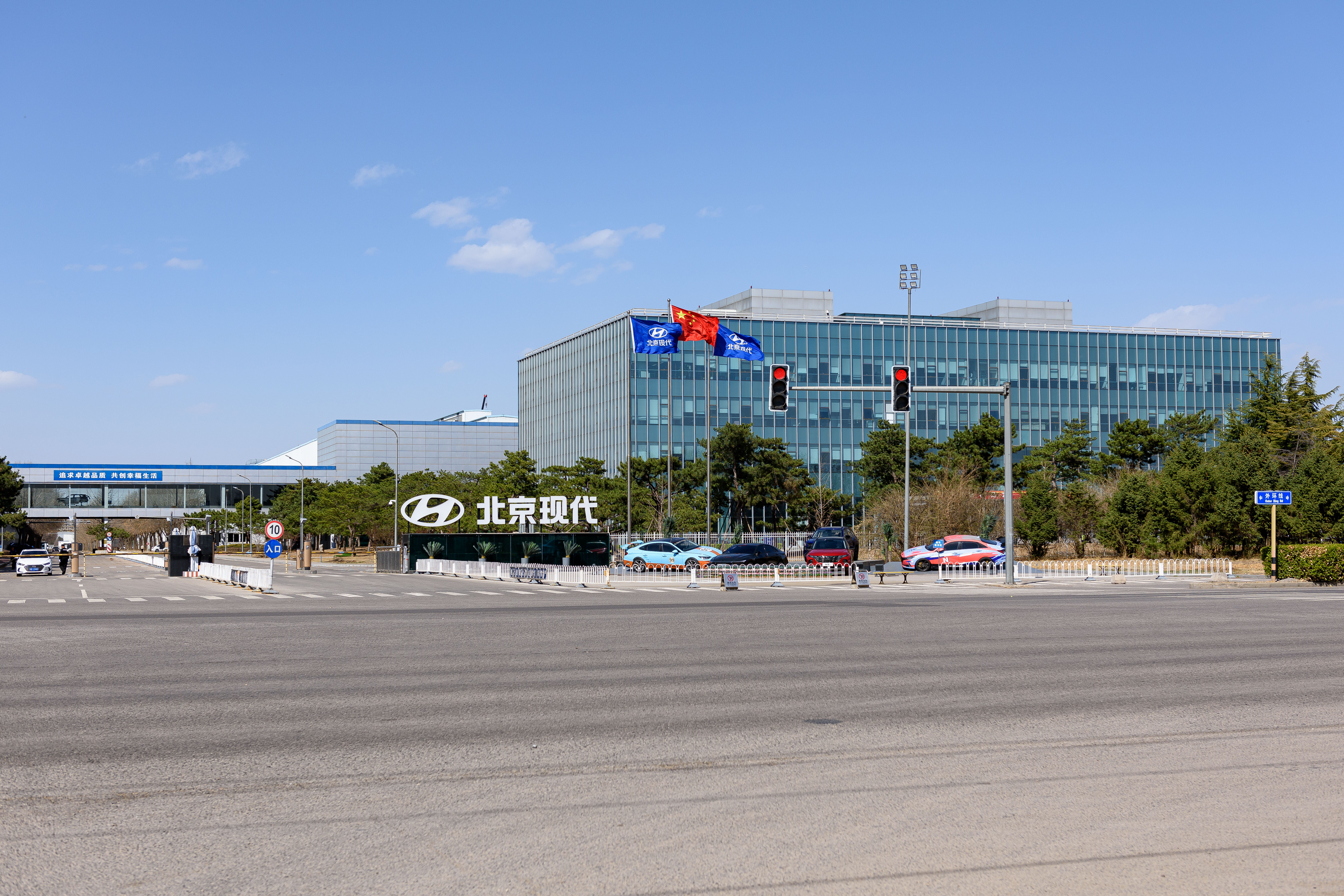
北京现代汽车总部

1997年，亚洲金融危机席卷韩国，给韩国汽车工业带来巨大冲击。不过，现代在1998年推出的EF Sonata和君爵XG新款车型在国际市场得到认可，出口量的持续迅速增长抵消了国内市场不景气的负面影响。通过收购起亚汽车，合并现代服务株式会社和现代精工株式会社，现代汽车达到了在世界汽车市场竞争所需要的经济规模:177。1999年，现代又推出了世纪、雅绅、酷派（Coupe）双门改进型和特杰（Trajet）。特杰是现代首次推出的微型乘用箱型（MPV）车型，为现代的车型系列打开了新的空间。:1772003年，现代在美国市场的销量首次突破了40万辆，占到现代海外市场销量的41%。同年，现代在欧洲市场推出了Getz和Lavita两款经济型小轿车，使销售额增长了14%，结束了连续两年的下滑趋势。2003年，出口超过100万辆，出口额超过100亿美元:142。2004年5月，现代在俄罗斯首次超越本田成为最大的汽车销售商。2006年，现代汽车集团汽车销量达到了376万辆（包括现代和起亚两个品牌），成为世界第6大汽车生产商:177。2009年，现代推出豪华车品牌现代Genesis，并获得了“北美2009年度车型大奖”。现代汽车集团也在2011年由世界第五大汽车生产商上升为世界第四大汽车生产商。2022年上升為世界第三大汽車生產商。
在拓展欧美市场的同时，2002年，也切入台灣市場與三陽工業技術合作，將現代汽車首次引進台灣市場，並在台灣組裝，後由子公司南陽實業總代理現代汽車之產品，此外，现代汽车在中国市场也进行了大规模的投资。2002年10月18日，现代汽车与北京汽车投资有限公司共同投资成立北京现代汽车有限公司。2003年，北京现代实现5万辆整车生产能力，跻身中国轿车十强企业。2004年，北京现代通过改造产能达到15万辆整车和15万台发动机的规模，跃升中国五大汽车企业:153。2008年2月，北京现代第100万辆汽车下线。仅仅5年的时间，北京现代就成了中国汽车百万辆俱乐部的成员:142。
1999年，郑梦九接管现代汽车后，加大了企业在质量和研发方面的投入。进入21世纪后，现代汽车的品質和品牌知名度得到了极大的提高。2004年，现代汽车在J.D.Power初驶品質评估报告中一跃从2003年的排名第10上升到与丰田并列第2名，成为自1998年后对产品品質改进进步最大的汽车生产商。现代索纳塔（Sonata），雅绅（Accent）和圣塔菲（Santa Fe）在各细分市场初驾质量评比中分别名列入门级中级车第一名、紧凑型轿车第二名和入门级SUV第二名。J.D.Power执行董事乔伊。艾弗士（Joe Ivers）对此评价说“谁也没有料到，现代汽车经过为扭转自己产品品质口碑的10年奋斗，他们不仅保持进步，令人惊讶的是他们在品质上超过了强大的欧美竞争对手。”。同年，现代索纳塔在美国高速公路交通安全局（NHTSA）发布的新车安全评价中，与宝马5S系一同获得了最高级别的五星评价。经过郑梦久6年的苦心经营，现代起亚不仅顺利渡过亚洲金融危机，还成功改变现代起亚质次价廉的形象。2008年11月，现代起亚多款汽车在美国高速公路安全保险协会（IIHS）发布的“2009年度最佳安全车型”中，被评为最佳安全车型。
2018年，现代汽车集团旗下的捷恩斯、起亚和现代汽车三个品牌，在美国市场研究公司JD POWER新车质量调查(IQS，Initial Quality Study)中首次横扫了榜单前三甲。
2023年年初，北京现代公司发布新闻，现代集团的现代和起亚品牌合计销量首次排名世界第三，仅次于丰田和大众。

## 業務
HMC属于现代汽车集团旗下。2009年，公司有员工51471人，年销售收入38.994亿美元，净利润1.486亿美元。现代已经在韩国、北美、中国、巴西、俄罗斯、土耳其、捷克设立工厂，在韩国、德国、日本、中国、印度设立了研发中心。

## 車系

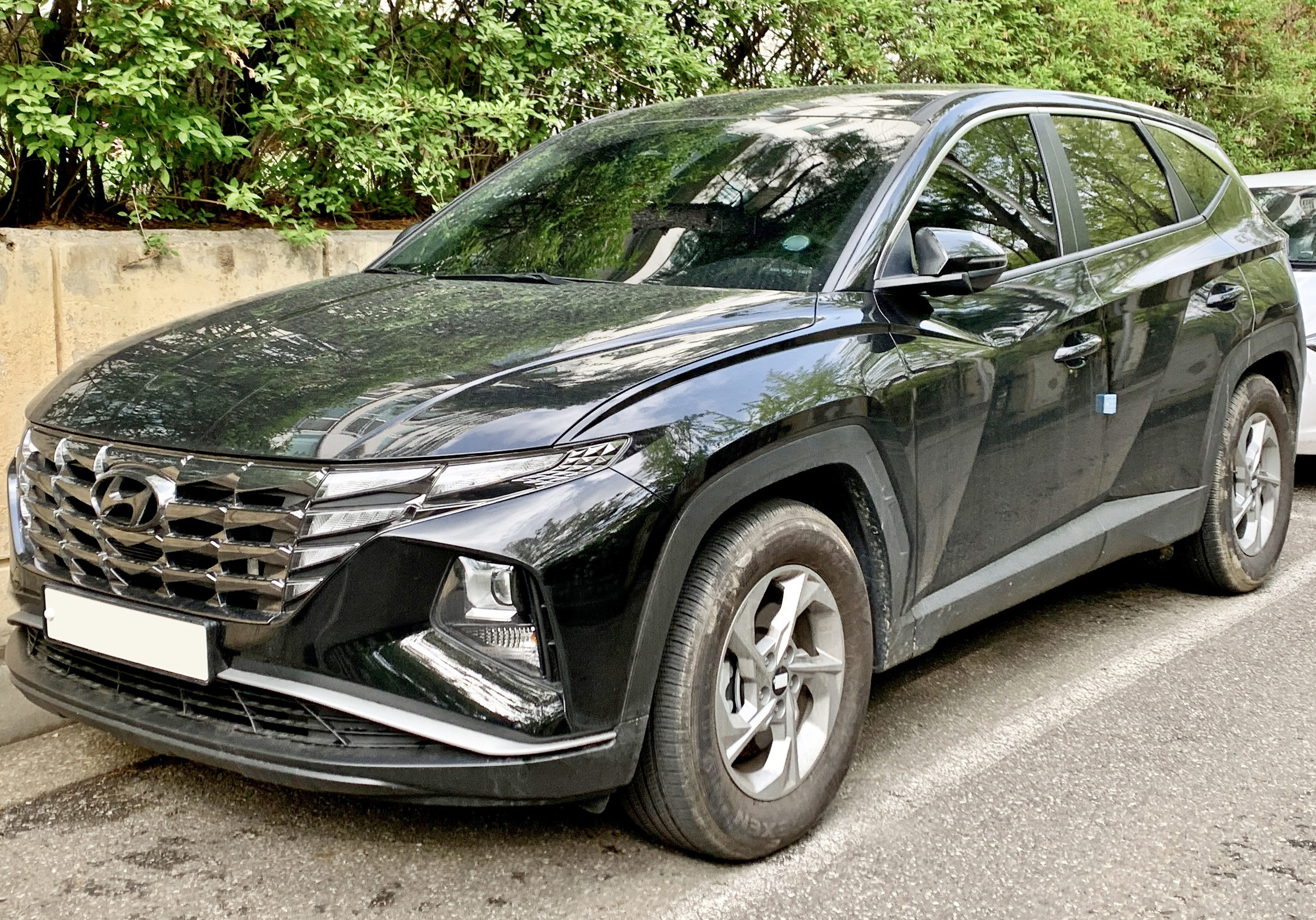
Tucson（途胜）

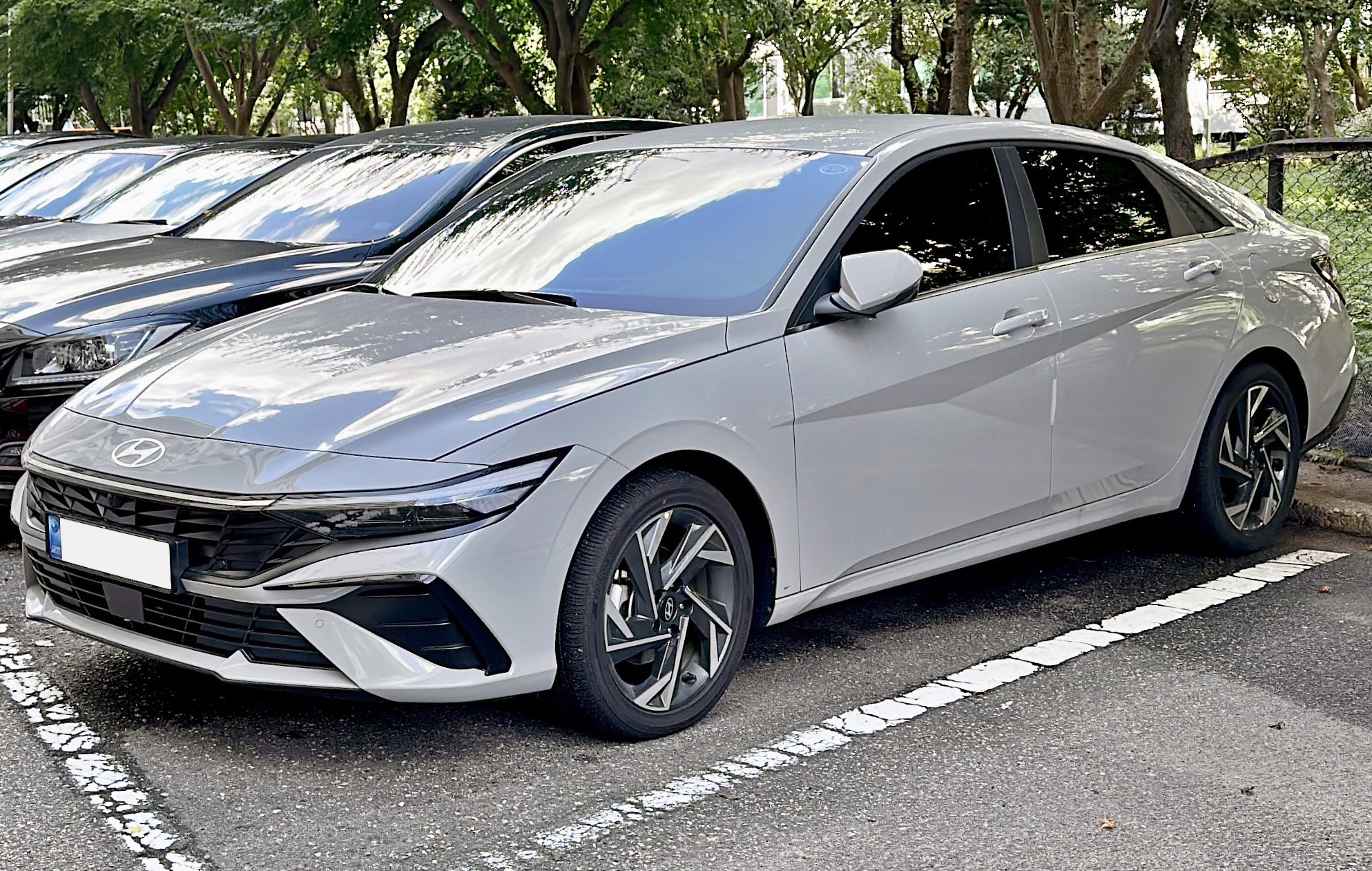
Elantra（伊兰特）

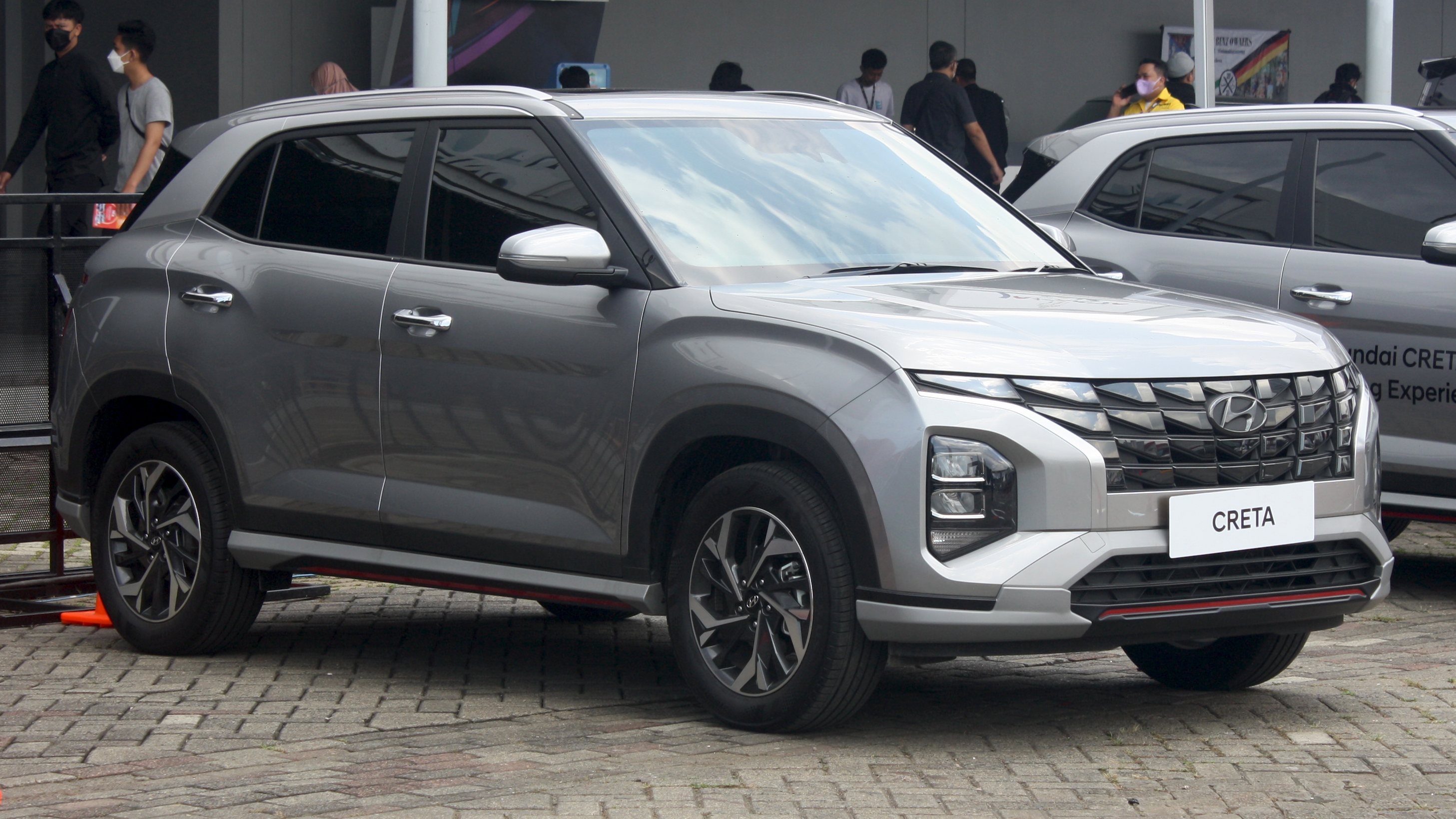
Creta

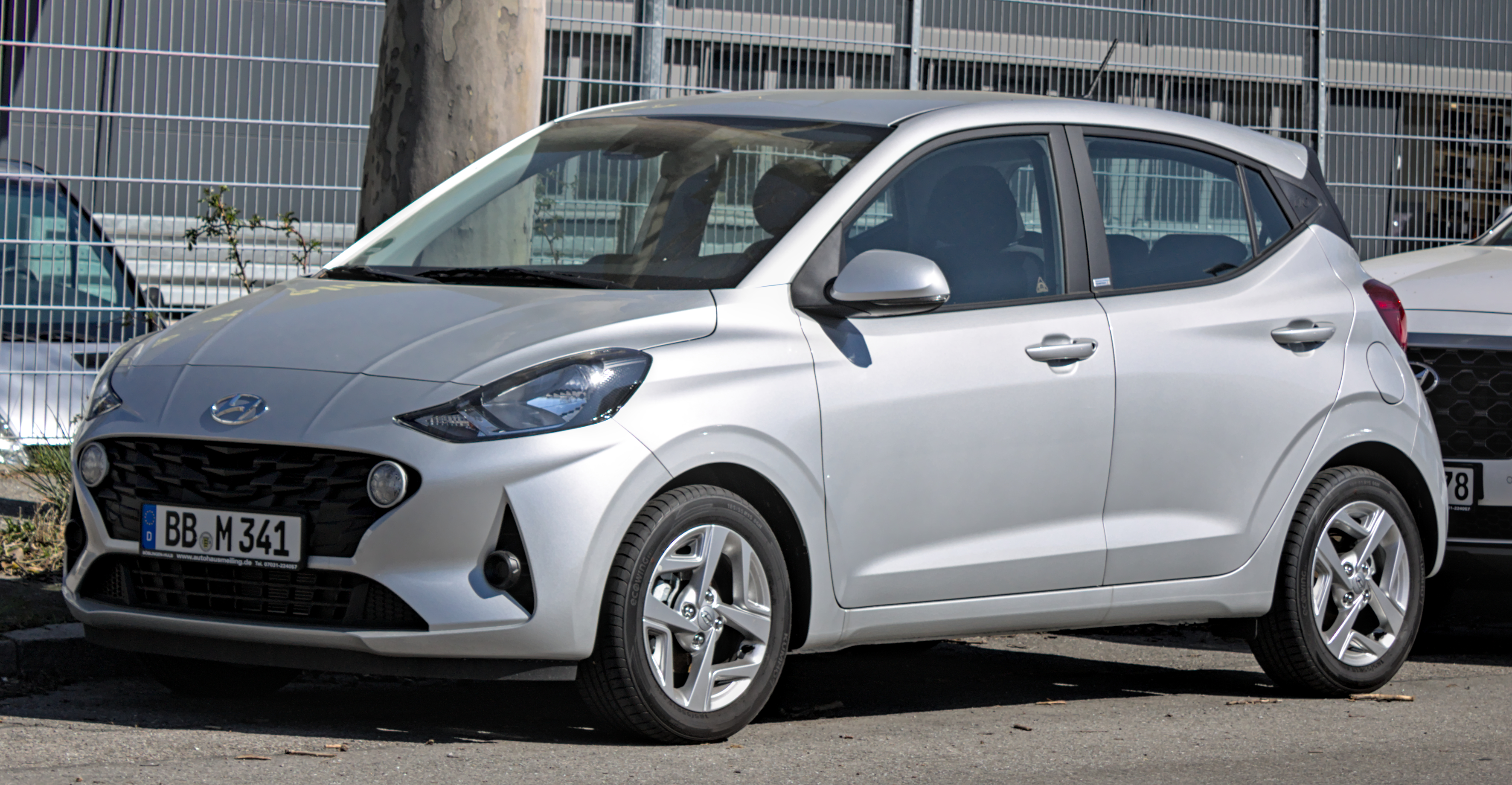
i10

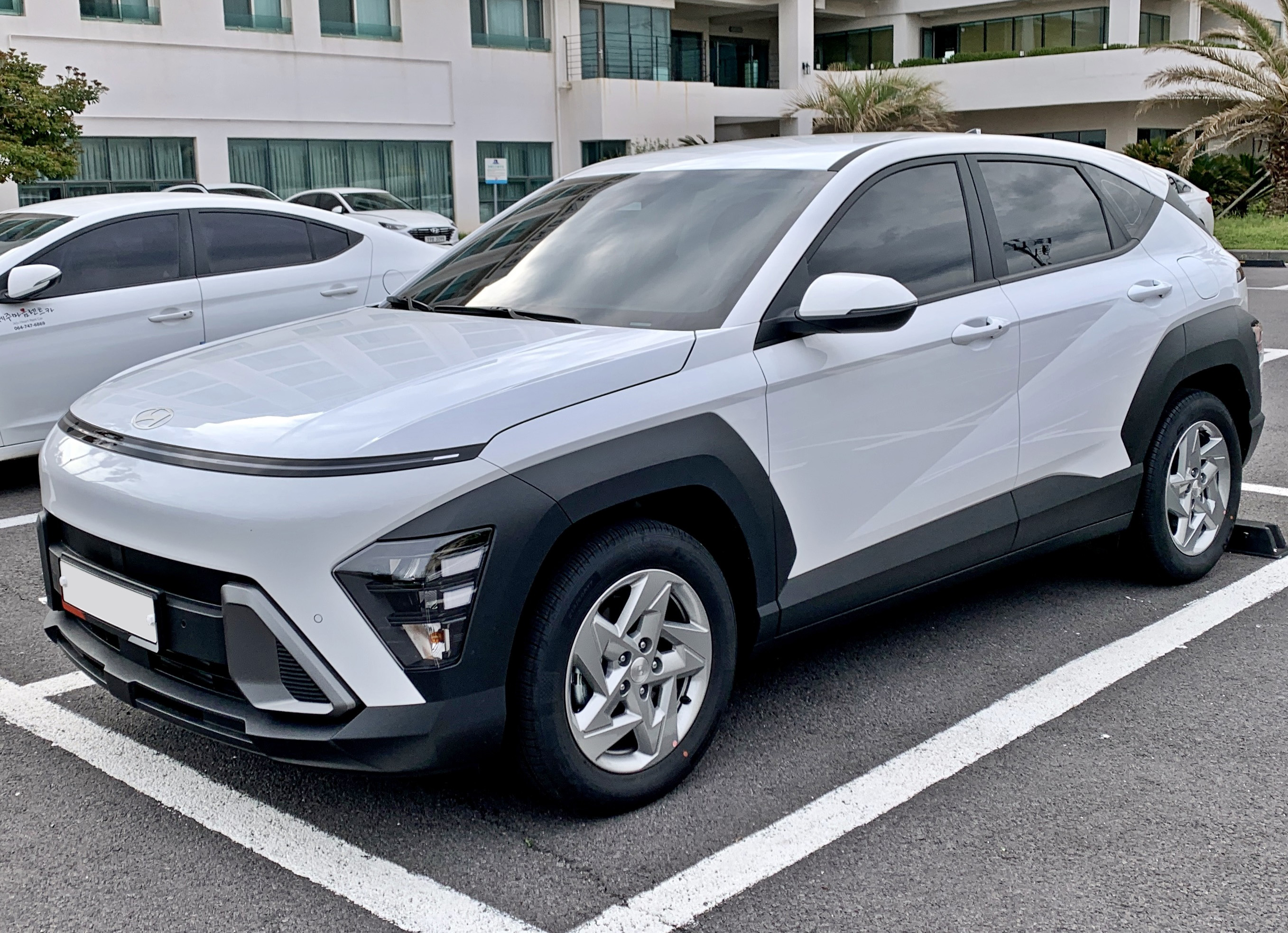
Kona

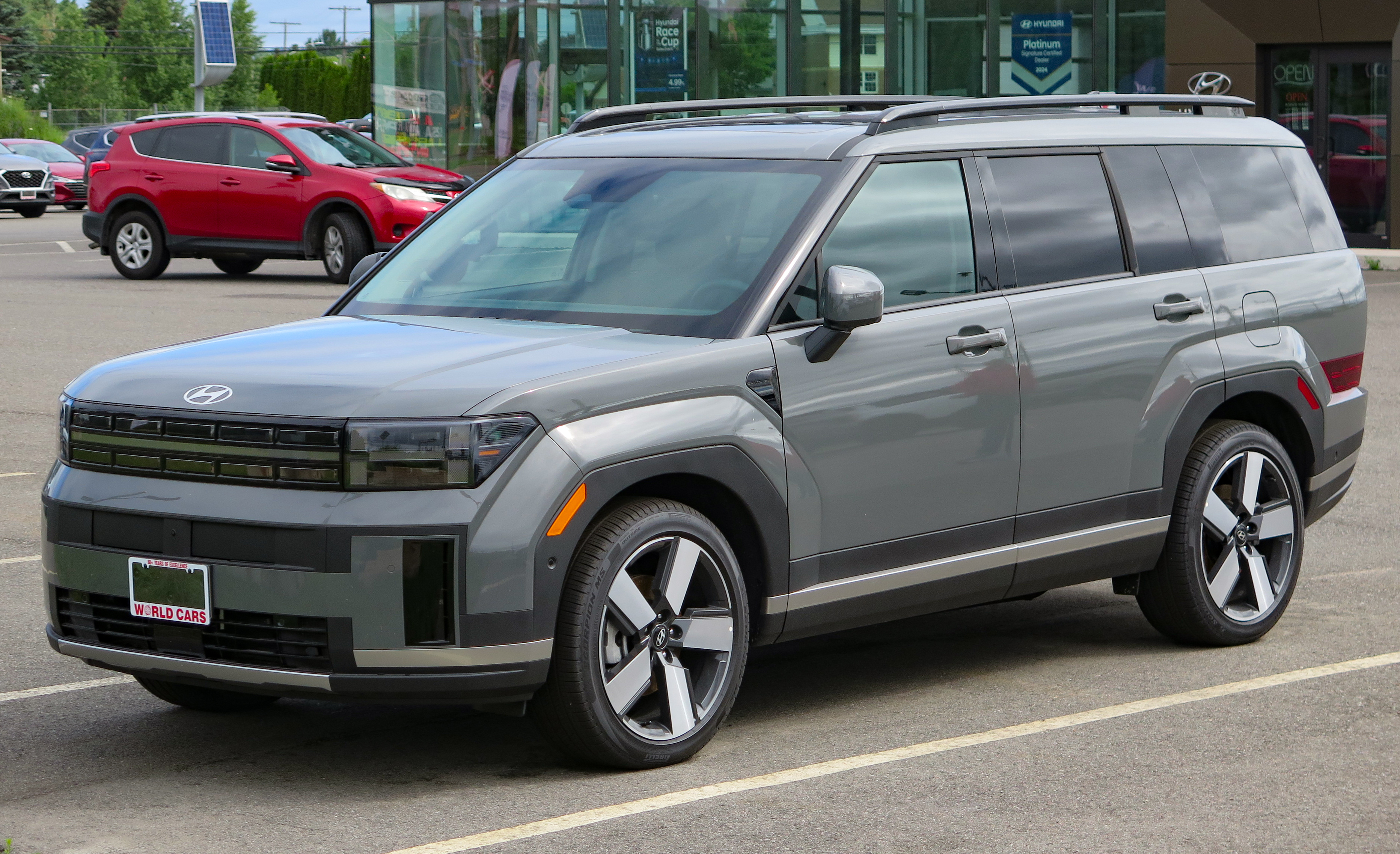
Santa Fe（胜达）

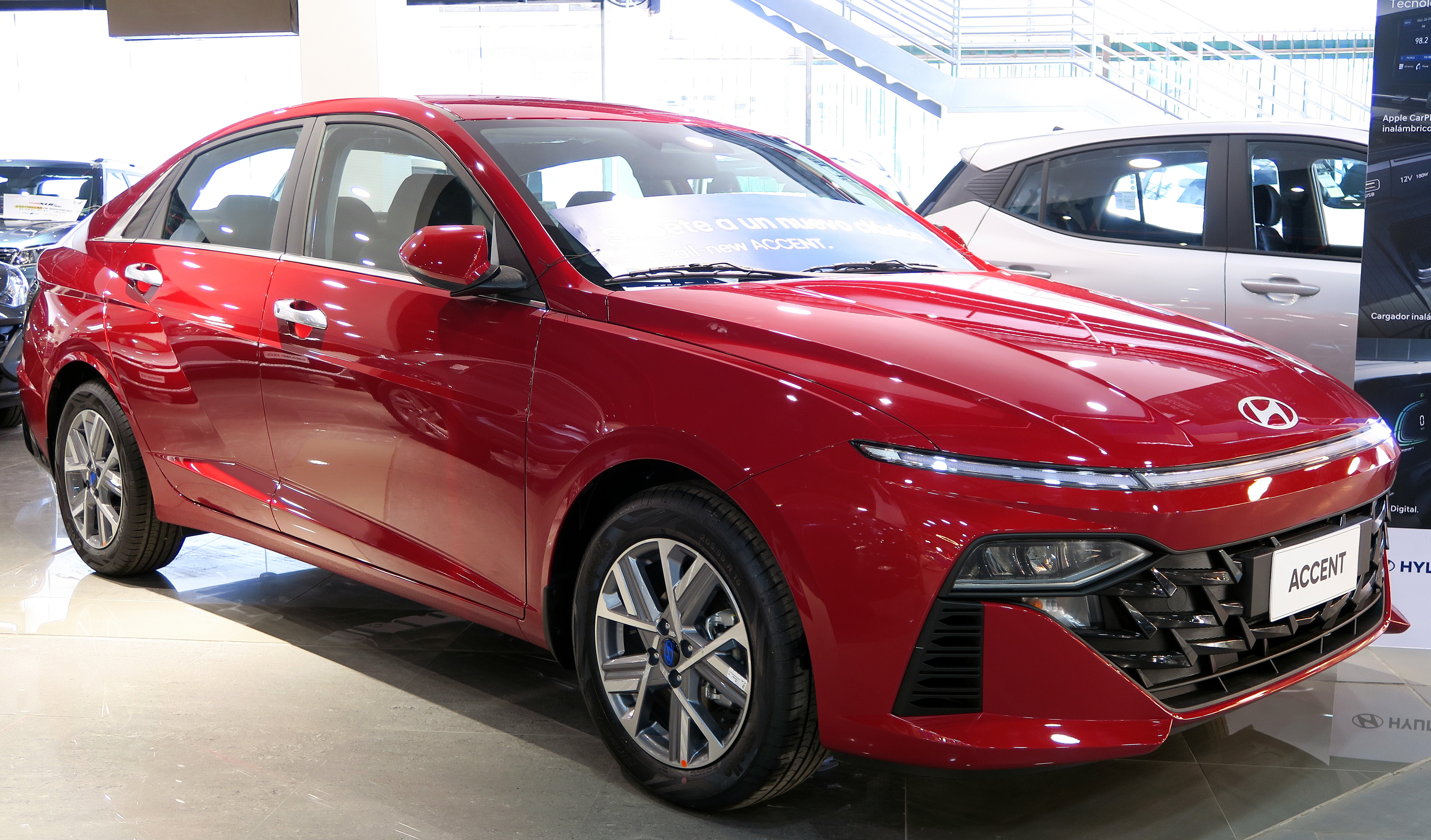
Accent（瑞纳）

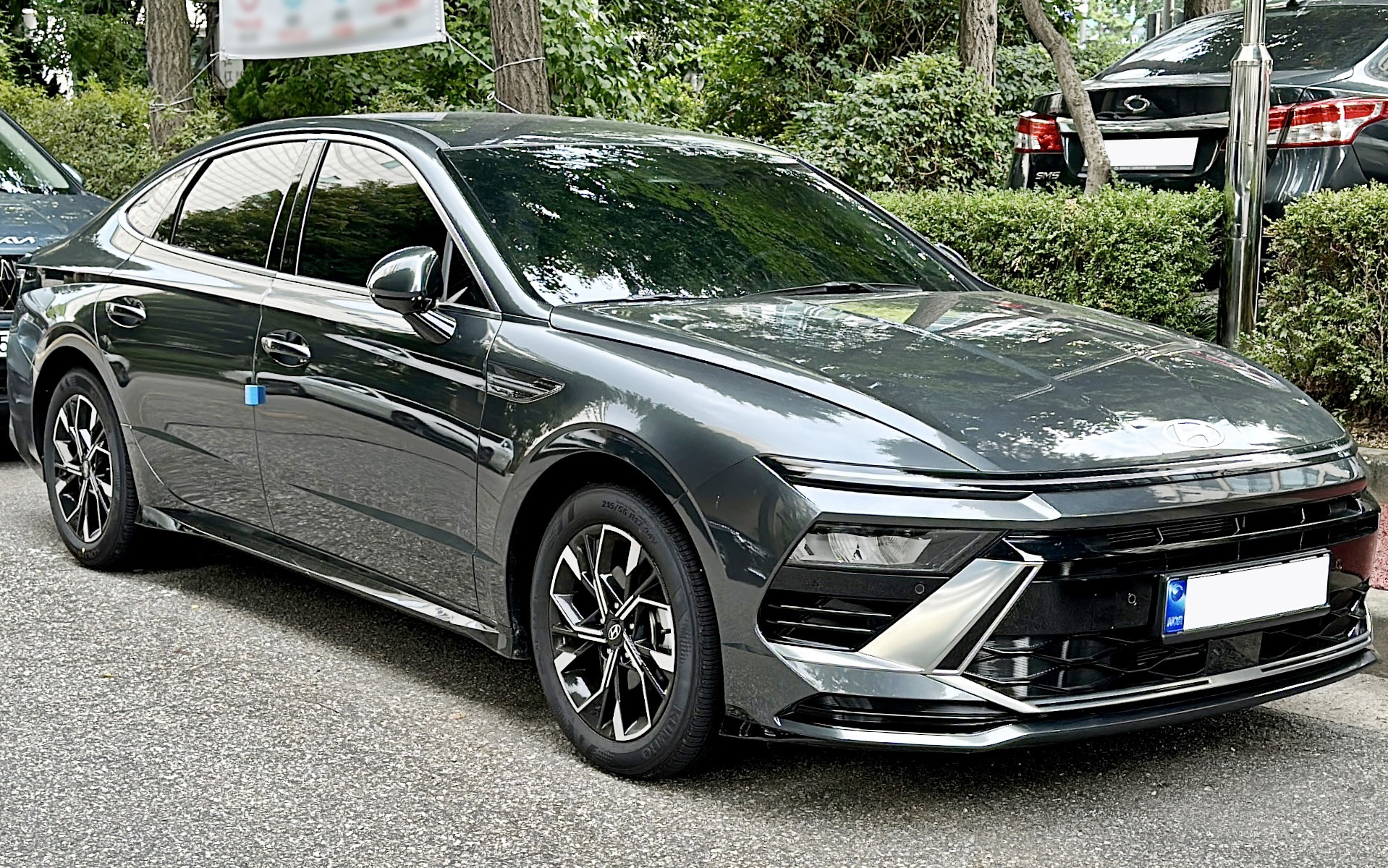
Sonata（索纳塔）

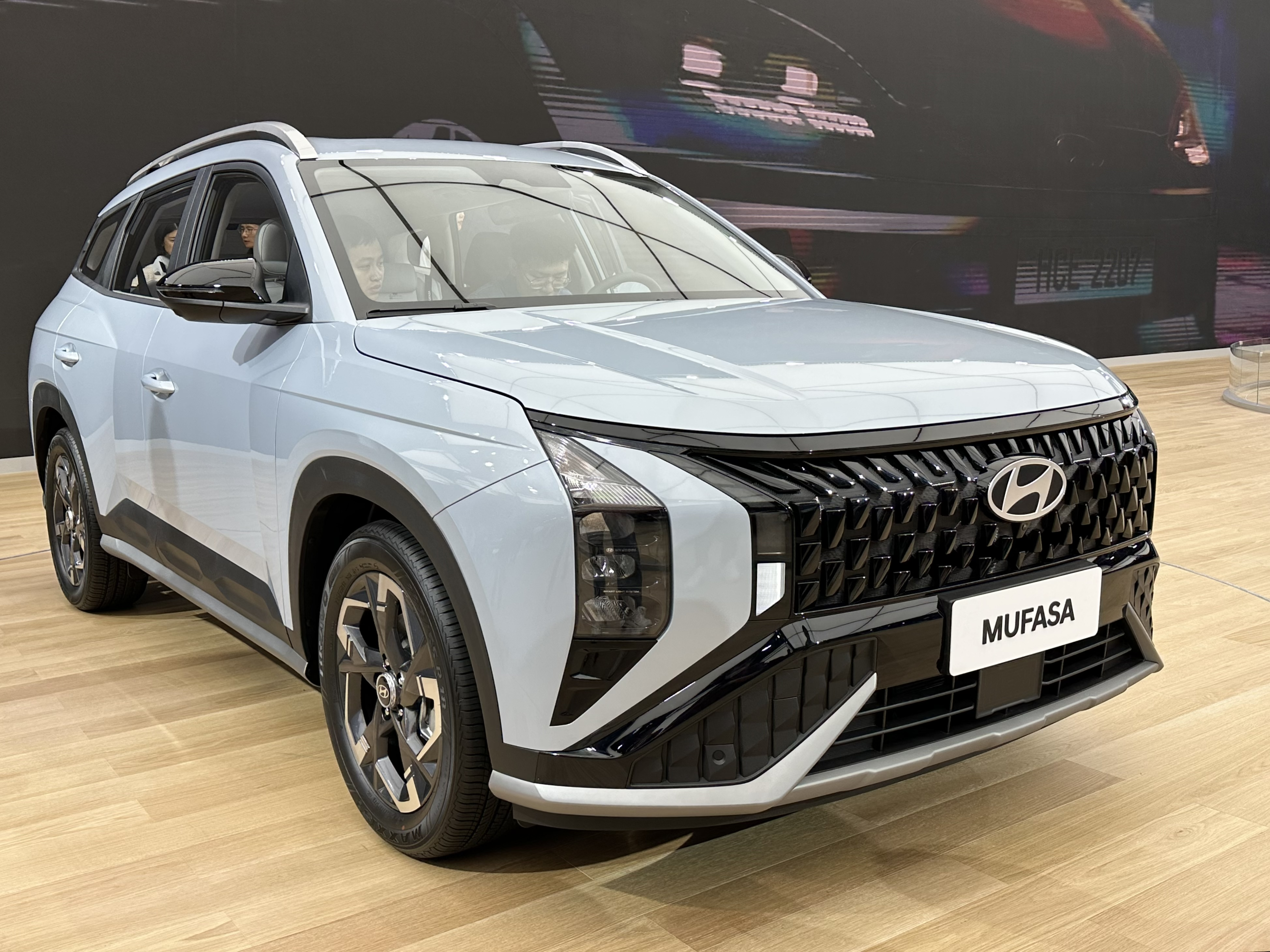
Mufasa（沐颯）

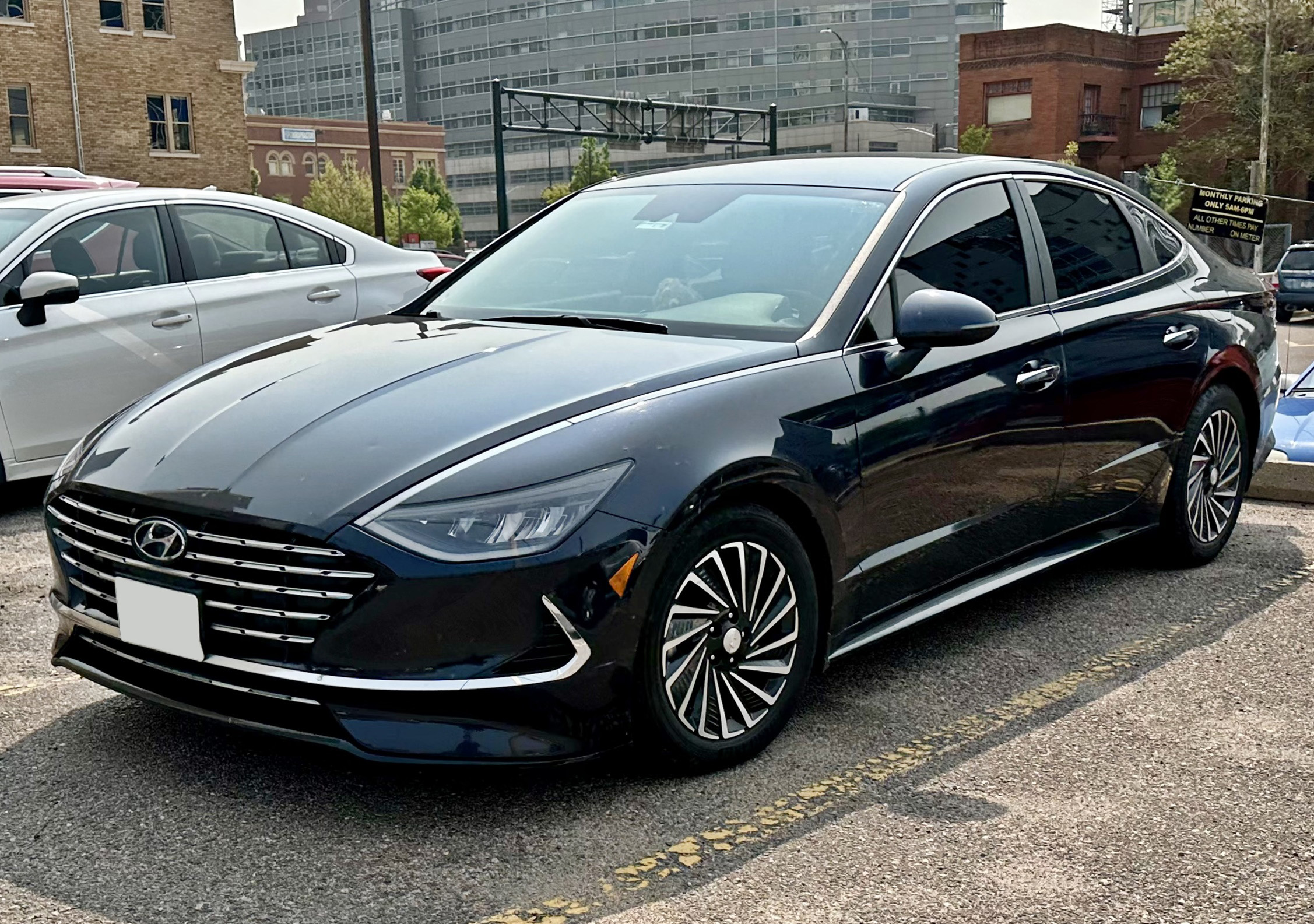
Sonata Hybrid（索纳塔混合动力）

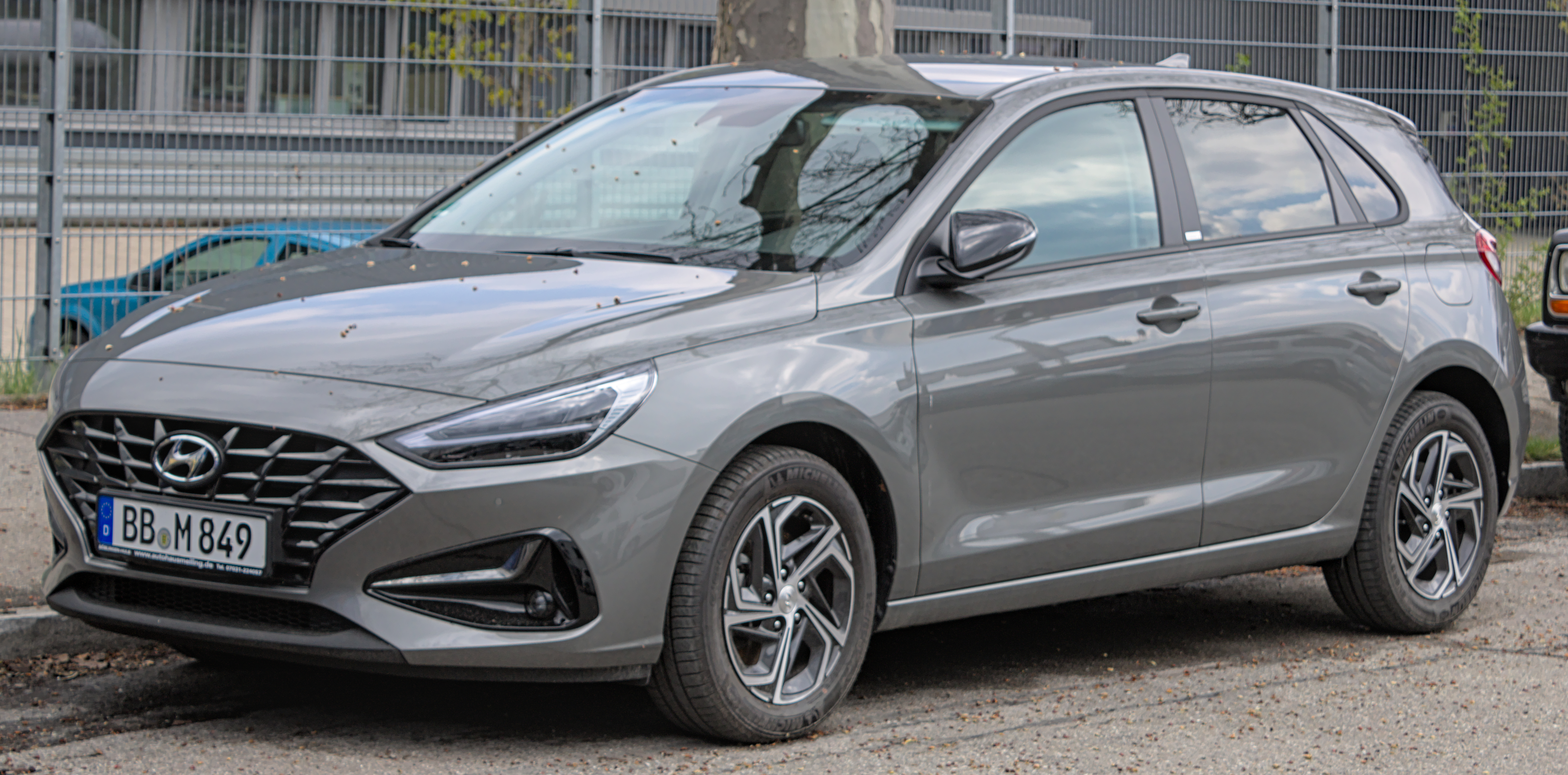
i30

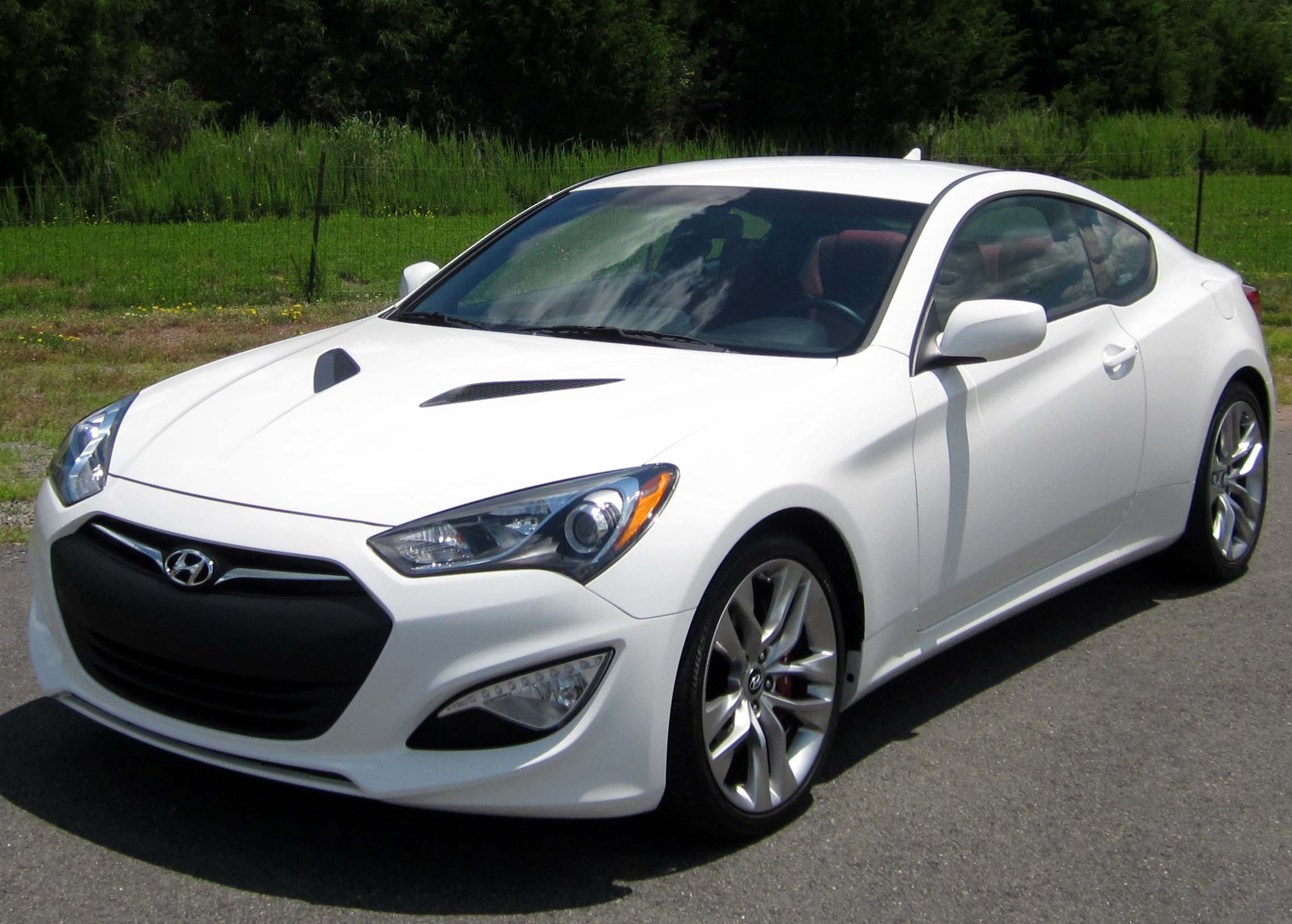
Genesis Coupe（劳恩斯酷派）

| 型號名稱（英文） 型號名稱（中國大陸中文）／其他地方 | 車種           | 備註 |
| --------------------------------------------------- | -------------- | --- |
| Accent/Verna 悅納                                   | 四門房車       | |
| Azera 雅尊                                          | 四門房車       | 已於美國停賣 |
| Creta ix25                                          | 運動型多用途車 | |
| Elantra 領動                                        | 四門房車       | 曾名為「伊蘭特」。此名現用於此型號的電動汽車版                                                                        |
| i10                                                 | 都市車         | |
| i20                                                 | 五門掀背車     | |
| i30                                                 | 五門掀背車     | |
| Ioniq 5                                             | CUV            | 電動緊湊型跨界休旅車                                                                                                  |
| Ioniq 6                                             | 四門房車       | 有混合動力、插電式混合動力和電動汽車型號                                                                              |
| Kona Encino 昂希諾 Kauai（葡萄牙）                  | 運動型多用途車 | Kona一詞於葡萄牙語裏是髒話，用作形容女性陰道。所以此型號於葡萄牙售賣時被改名為Kauai Encino比Kona稍為矮些 有電動汽車版 |
| Mufasa 沐颯                                         | CUV            | 緊湊型跨界休旅車 |
| Palisade 帕里斯帝                                   | 運動型多用途車 | |
| Santa Fe                                            | 運動型多用途車 | 中文名稱曾經為「勝達」 軸距較長的型號稱為Grand Santa Fe。中文名稱為「格越」                                           |
| Sonata 索納塔                                       | 5座位房車      | 於中國大陸曾經被稱為領翔 有混合動力和插電式混合動力型號                                                               |
| Tucson 途勝                                         | 運動型多用途車 | |
| Venue                                               | 運動型多用途車 | |

### 停產
| 型號名稱（英文） 型號名稱（中國大陸中文）／其他地方 | 車種     | 備註                             |
| --------------------------------------------------- | -------- | -------------------------------- |
| Celesta 逸行                                        | 四門房車 | 已於2023年停產                   |
| La Festa 菲斯塔                                     | 房車     | 只於中國大陸售賣，已於2023年停產 |
| Mistra 名圖                                         | 四門房車 | 已於2023年停產                   |
| Reina 瑞納                                          | 四門房車 | 已於2021年停產                   |
| Veloster 飛思                                       | 三門車   | 已停產                           |